# Walther Nernst
Hermann Walther Nernst (roepnaam Walther) (Briesen, 25 juni 1864 – Zibelle (Oberlausitz bij Bad Muskau), 18 november 1941) was een Duitse natuur- en scheikundige. Nernst deed vooral onderzoek in de elektrochemie en thermodynamica. Nernst is onder andere bekend van de Nernst-vergelijking.

## Biografie
Nernst is in 1864 geboren in Briesen in West-Pruisen (tegenwoordig Wąbrzeźno in Polen) als zoon van Gustav en Ottilie Nerger Nernst. Hij groeide op in Graudenz, waar zijn vader was benoemd tot arrondissementsrechter, en aldaar ging hij ook naar school. Hij haalde er zijn examen op het gymnasium, en ging natuurkunde studeren in 1883.
Een jaar ervoor, in 1882, trouwde hij met Emma Lohmeyer, een dochter van een professor medicijnen in Göttingen. Ze kregen drie dochters, Hildegard, Edith en Angela en twee zonen, Rudolf en Gustav. Beide zonen kwamen om in de Eerste Wereldoorlog. Nernst was naast jachtliefhebber ook autoliefhebber. Hij had in 1899 ook als eerste persoon in Göttingen een auto in zijn bezit.
Nernst studeerde natuurkunde en wiskunde aan de universiteiten van Zürich, Berlijn, Graz en Würzburg. Tijdens zijn studie ontdekte Nernst het later naar hem vernoemde nernst-effect, waar hij tevens in 1887 op promoveerde. Het nernst-effect betreft het temperatuurverschil dat ontstaat tussen de zijkanten van een metalen plaat wanneer daar tegelijk een warmtestroom doorheen vloeit en een magnetisch veld op wordt gezet.
Vanaf 1887 verdiepte hij zich in de elektrochemie, om twee jaar later de nernst-vergelijking te publiceren waarmee de potentiaal van een elektrode kan worden berekend. Hiermee werd het mogelijk om de elektrische spanning van elektrochemische cellen (batterijen) te bepalen. Hierna was hij enige tijd assistent in Göttingen in het fysisch laboratorium, waarna hij in 1894 kon kiezen uit drie hoogleraarschappen. Hij verkoos de universiteit van Göttingen boven Berlijn en München, en werd daar aan het fysisch instituut hoogleraar in de fysische chemie.
Hoewel Nernst voornamelijk bekend is om zijn fundamentele wetenschappelijke werk heeft hij ook een uitvinding op zijn naam staan: in 1897 vond hij de nernstlamp uit. Deze elektrische lamp maakte gebruik van een gloeiend keramisch plaatje gemaakt van zirkonium, yttrium en erbium. Voorheen werd er gebruikgemaakt van een koolstofdraad. Het revolutionaire bestond mede uit het feit dat de gloeidraad zich in de open lucht bevond. Populair in het begin van de 20e eeuw moest deze lamp het echter al kort erna afleggen tegen de wolfraamlamp.
In 1905 werd Nernst professor aan de Universiteit van Berlijn in de scheikunde, alwaar hij datzelfde jaar nog in een lezing de derde wet van de thermodynamica beschreef. Deze wet beschrijft gedrag van materie rond het absolute nulpunt. Naast professor was Nernst ook directeur van het Physikalisch-Chemisches Institut. In 1920 kreeg Nernst de Nobelprijs voor de Scheikunde, "als erkenning van zijn werk in de thermochemie".
In 1933 ging Nernst uit protest tegen de nazificatie van de wetenschap met pensioen, zowel uit principe als omdat twee van zijn dochters een joodse man hadden gehuwd. Hij overleed acht jaar later in Zibelle, een plaatsje 160 km ten zuidoosten van Berlijn (tegenwoordig Niwica in Polen).

## Solvayconferentie
Nernsts belangstelling ging ook uit naar de organisatie van de wetenschap. Hij wilde een internationale conferentie organiseren waaraan de leidende fysici van die tijd gezamenlijk konden deelnemen. Een gevoelig oor vond hij bij de Belgische industrieel Ernest Solvay, een belangrijk ijveraar voor de wetenschap. Deze stemde in met Nernsts plan en stelde de benodigde gelden beschikbaar. In 1911 werd in Brussel de eerste Solvayconferentie gehouden, met vijfentwintig deelnemers en onder voorzitterschap van de Nederlandse natuurkundige Hendrik Lorentz.